# Claudio Chiappucci
Claudio Chiappucci [uitspraak: 'klʌudjoː kjɑputʃi] (Uboldo, 28 februari 1963) is een voormalig Italiaans wielrenner. Hij was beroepsrenner van 1985 tot en met 1999, en stond bekend om zijn aanvallende manier van rijden in diverse bergetappes in de Tour de France. Zijn bijnaam in het peloton was "El Diablo" ('de Duivel').

## Biografie
Claudio's vader, Arduino Chiappucci, had tijdens de Tweede Wereldoorlog samen met Fausto Coppi gevochten in Ethiopië en ook samen met hem in krijgsgevangenschap gezeten. Arduino's verhalen over Coppi wakkerden Chiappucci's belangstelling voor het wielrennen aan.
Chiappucci werd beroepsrenner in 1985 en reed een groot deel van zijn carrière bij de Italiaanse Carrera Jeans-ploeg. Tussen 1985 en 1996 behaalde hij zijn grootste successen bij deze ploeg. Aanvankelijk reed hij tamelijk anoniem rond. In 1986 raakte hij ernstig gewond toen hij in de Ronde van Zwitserland in botsing kwam met een tegemoetkomende auto. Chiappucci brak onder meer zijn sleutelbeen, maar wist uiteindelijk toch te herstellen. In 1989 behaalde Chiappucci zijn eerste profzege, de semiklassieker Coppa Placci.
De doorbraak kwam voor Chiappucci in de Ronde van Frankrijk 1990. Direct in de eerste etappe maakte Chiappucci deel uit van een kopgroep van vier man, de anderen waren Frans Maassen, Ronan Pensec en Steve Bauer. Op de streep hadden de vier een voorsprong van meer dan tien minuten. Bauer droeg de gele trui tot aan de bergen, daarna was Pensec aan de beurt. Toen deze in de klimtijdrit tegenviel, was het de beurt aan Chiappucci. Hij verloor de volgende dag wel tijd op de favorieten (zoals Lemond en Breukink), maar behield de gele trui. Het leek dat hij in de Pyreneeën de leiding wel zou verliezen, maar Chiappucci wachtte de aanval van de groten niet af en ging in plaats daarvan op de Aspin zelf in de aanval. Ook op de Tourmalet was hij nog vooruit, maar op Luz Ardiden werd hij alsnog ingehaald. Aan het einde van de etappe had Chiappucci het geel behouden, maar het verschil met Lemond was tot 5 seconden geslonken. Die verloor hij vanzelfsprekend in de laatste tijdrit, maar was wel tweede in het eindklassement gebleven (net voor Breukink); naast zijn aanvallende manier van rijden leverde dit hem een grote schare aan fans op.
De volgende jaren maakten duidelijk dat zijn succes niet de toevalstreffer was die het wellicht geleken had. In de Ronde van Frankrijk 1991 maakte hij de sprong naar Indurain, die tussen de Tourmalet en La Mongie in de aanval was gegaan. De samenwerking tussen de twee was uitstekend. Indurain pakte die etappe de gele trui, Chiappucci de etappezege en de bolletjestrui. Uiteindelijk werd hij dat jaar ook nog derde in het eindklassement, achter Indurain en Bugno.
Wellicht zijn meest aansprekende succes boekte hij in de Ronde van Frankrijk 1992. De dertiende etappe, op 18 juli, leidde naar Sestriere, waar in 1952 Coppi al een glanzende overwinning had geboekt. Chiappucci viel vroeg aan, op de eerste van de vijf cols die dag. Hij reed meer dan 200 kilometer op kop (waarvan 125 kilometer solo), en bleef onbereikbaar voor de achtervolgers, in het bijzonder Miguel Indurain. Zijn zege in Sestriere geldt als een van de meest indrukwekkende etappezeges in de Tour ooit. Dat jaar won Chiappucci opnieuw de bolletjestrui en werd achter Indurain tweede in het eindklassement.
Hierna was er voor Chiappucci geen hoofdrol meer weggelegd. In 1993 won hij nog een etappe in de Tour, maar was hij al te ver achter om nog voor het podium in aanmerking te komen. In 1994 moest hij opgeven. Zijn rol als topklimmer werd dat jaar overgenomen door zijn ploeggenoot Marco Pantani. Hoewel hij vooral vanwege zijn Toursuccessen bekend werd, heeft hij ook diverse andere spraakmakende resultaten geboekt. Hij won onder meer Milaan-San Remo, de Clásica San Sebastián en een etappe in de Giro d'Italia. Ook behaalde hij de zilveren medaille op het Wereldkampioenschap Wielrennen in 1994 te Agrigento.

## Belangrijkste overwinningen
1989
- Ronde van Piëmont
- Coppa Placci

1990
- 4e etappe Siciliaanse Wielerweek
- 7e etappe Parijs-Nice
- Bergklassement Ronde van Italië

1991
- Milaan-San Remo
- 4e etappe (deel A en B) Catalaanse Week
- 3e etappe Ronde van het Baskenland
- Eindklassement Ronde van het Baskenland
- Puntenklassement Ronde van Italië
- 13e etappe Ronde van Frankrijk
- Bergklassement Ronde van Frankrijk

1992
- Ronde van de Apennijnen
- 3e etappe Ronde van Trentino
- Eindklassement Ronde van Trentino
- 1e etappe Clásico RCN
- Bergklassement Ronde van Italië
- 13e etappe Ronde van Frankrijk
- Bergklassement Ronde van Frankrijk
- Subida a Urkiola

1993
- 14e etappe Ronde van Italië
- Bergklassement Ronde van Italië
- 17e etappe Ronde van Frankrijk
- Clásica San Sebastián
- Coppa Sabatini
- Japan Cup
- Memorial Nencini

1994
- 3e etappe Ronde van Galicië
- 4e etappe Ronde van Catalonië
- Eindklassement Ronde van Catalonië
- Ronde van de Drie Valleien
- Japan Cup

1995
- Ronde van Piëmont
- Klimkoers Montjuich
- Japan Cup
- Memorial Nencini

## Resultaten in voornaamste wedstrijden
| Jaar | Ronde van Italië | Ronde van Frankrijk | Ronde van Spanje |
| ---- | ---------------- | ------------------- | ---------------- |
| 1985 | 64e              |                     |                  |
| 1986 |                  |                     |                  |
| 1987 | 48e              |                     |                  |
| 1988 | 24e              |                     | 26e              |
| 1989 | 46e              | 81e                 |                  |
| 1990 | 12e              | ↑                   |                  |
| 1991 | ↑                | ↑ (1)               |                  |
| 1992 | ↑                | ↑ (1)               |                  |
| 1993 | ↑ (1)            | 6e (1)              |                  |
| 1994 | 5e               | opgave              |                  |
| 1995 | 4e               | 11e                 |                  |
| 1996 | opgave           | 37e                 |                  |
| 1997 |                  |                     | 11e              |
| 1998 | 60e              |                     |                  |

| Jaar | Milaan-San Remo | Gent-Wevelgem | Ronde van Vlaanderen | Parijs-Roubaix | Amstel Gold Race | Luik-Bast.‑Luik | Ronde van Lombardije | Waalse Pijl | Clásica San Sebastián | Eschborn-Frankfurt |  | WK op de weg |  | Wereldranglijsten |
| ---- | --------------- | ------------- | -------------------- | -------------- | ---------------- | --------------- | -------------------- | ----------- | --------------------- | ------------------ |  | ------------ |  | ----------------- |
| 1985 |                 |               |                      |                |                  |                 | 25e                  |             |                       |                    |  |              |  |                   |
| 1986 |                 |               |                      |                |                  |                 | 27e                  |             |                       |                    |  |              |  |                   |
| 1987 |                 |               |                      |                |                  |                 |                      |             |                       |                    |  |              |  |                   |
| 1988 |                 |               |                      |                |                  |                 | 9e                   |             |                       |                    |  |              |  |                   |
| 1989 |                 | 38e           | 53e                  | 28e            |                  | 41e             | 15e                  | 8e          | 22e                   | Brons              |  |              |  |                   |
| 1990 |                 | 81e           |                      | 62e            | 11e              | 51e             | 60e                  | 76e         | 12e                   | 15e                |  | 23e          |  | 6e (UWB)          |
| 1991 | ↑               |               |                      |                | 56e              | 35e             |                      | ↑           | 11e                   |                    |  | 17e          |  | 11e (UWB)         |
| 1992 | 186e            |               |                      |                | 34e              | 44e             | ↑                    |             | ↑                     | Zilver             |  | 21e          |  | 6e (UWB)          |
| 1993 |                 |               |                      |                |                  | 6e              | 4e                   | ↑           | ↑                     |                    |  | 12e          |  | 5e (UWB)          |
| 1994 | 37e             |               |                      |                | 7e               | 4e              | ↑                    | 7e          | 22e                   |                    |  | ↑            |  | 4e (UWB)          |
| 1995 | 8e              | 27e           | 4e                   |                | 13e              | 7e              | 6e                   |             | 18e                   | 23e                |  |              |  | 11e (UWB)         |
| 1996 | 98e             |               |                      |                | 12e              | 14e             | 21e                  | 30e         |                       |                    |  | 13e          |  |                   |
| 1997 | 29e             |               | 6e                   |                | 12e              | 17e             |                      | 56e         | 57e                   | 10e                |  |              |  | 22e (UWB)         |
| 1998 | 27e             |               |                      |                | 17e              |                 |                      |             |                       |                    |  |              |  |                   |

Wielerploegen van Claudio Chiappucci
Bontempi ·
Bordonali ·
Breu · 
Chiappucci ·
Dazzan · 
Ghirotto ·
Lang ·
Leali ·
Mächler · 
Mutter · 
Perini ·
Rossignoli ·
Santoni ·
Tonon ·
Vagn Pedersen ·
Visentini ·
Zimmermann
Bergamo ·
Bontempi ·
Bordonali ·
Breu · 
Cassani ·
Chiappucci ·
Ghirotto ·
Leali ·
Mächler · 
Perini ·
Roche · 
Rossignoli ·
Schepers ·
Vagn Pedersen ·
Visentini ·
Zimmermann
Bergamo ·
Bontempi ·
Bordonali ·
Cassani ·
Chiappucci ·
Ferretti · 
Ghirotto ·
Leali ·
Mächler · 
Magnago ·
Perini ·
Roche  · 
Rossignoli ·
Schepers ·
Vagn Pedersen ·
Visentini ·
Votolo ·
Zimmermann
Antonelli ·
Bergamo ·
Bontempi ·
Bordonali ·
Čerin ·
Chiappucci ·
Chiesa · 
Davie ·
Ghirotto ·
Leali ·
Mächler · 
Magnago ·
Pastorelli ·
Perini ·
Tabai · 
Vairetti ·
Visentini ·
Votolo ·
Zimmermann
Bonnet ·
Bontempi ·
Bordonali ·
Čerin ·
Chiappucci ·
Chiesa · 
da Silva ·
Ghirotto ·
Henn ·
Mächler · 
Magnago ·
Pavlič ·
Perini ·
Puttini ·
Roche · 
Vairetti ·
van der Velde ·
Votolo ·
Zaina ·
Zimmermann
Bonnet ·
Bontempi ·
Čerin ·
Chiappucci ·
Chiesa · 
da Silva ·
Ghirotto ·
Giannelli ·
Giupponi ·
Henn ·
Hric ·
Mächler · 
Pavlič ·
Perini ·
Puttini ·
Roche · 
Rota ·
Sciandri ·
Zaina
Abdoezjaparov ·
Bontempi ·
Chiappucci ·
Chiesa · 
Ghirotto ·
Giannelli ·
Giupponi ·
Henn ·
Mächler · 
Meyvisch ·
Pavlič ·
Perini ·
Poelnikov · 
Puttini ·
Rossi ·
Sciandri ·
Zaina
Abdoezjaparov ·
Bontempi ·
Cárdenas ·
Chiappucci ·
Chiesa · 
Ghirotto ·
Giannelli · 
Meyvisch ·
Pantani ·
Perini ·
Poelnikov · 
Roche ·
Roscioli ·
Rossi ·
Tafi ·
Teterioek ·
Artunghi (stagiair) ·
Boscardin (stagiair)
Artunghi ·
Bontempi ·
Checchin ·
Chiappucci ·
Chiesa · 
Giannelli · 
Meyvisch ·
Miceli ·
Pantani ·
Poelnikov · 
Roche (tot 15/09) ·
Roscioli ·
Rossi ·
Sørensen ·
Tafi ·
Zberg ·
Bertolini (stagiair) 
Artunghi ·
Bertolini ·
Cembali ·
Checchin ·
Chiappucci ·
Chiesa · 
Kuum · 
Mantovan ·
Miceli ·
Pantani ·
Poelnikov · 
Rossi ·
Schiavina ·
Sierra ·
Zanolini ·
Zberg · 
Luttenberger (stagiair) ·
Simeoni (stagiair) ·
Traversoni (stagiair) 
Artunghi ·
Barbero ·
Bertolini ·
Cembali ·
Checchin ·
Chiappucci ·
Chiesa · 
Luttenberger ·
Mantovan ·
Miceli ·
Pantani ·
Rossi ·
Schiavina · 
Siboni · 
Sierra (tot 05/09) ·
Simeoni ·
Zaina ·
Zberg · 
Puglioli (stagiair) · 
Traversoni (stagiair) 
Artunghi ·
Barbero ·
Checchin ·
Chiappucci ·
Chiesa · 
Fidanza ·
Luttenberger ·
Pantani ·
Pelliccioli ·
Podenzana ·
Schiavina · 
Siboni · 
Simeoni ·
Traversoni ·
Zaina ·
B. Zberg · 
M. Zberg
Baronti · 
Bellini · 
Bianchi · 
Bonetti · 
Bongioni · 
Chiappucci · 
Chiesa · 
Colonna · 
Ferrari · 
Molinari · 
Noè · 
Pozzi · 
Roscioli · 
Schiavina · 
Sjefer · 
Simeoni · 
Turicchia · 
Zaina · 
Tauler (stagiair) 